# 고창 용화사 미륵불상
고창 용화사 미륵불상(高敞 龍華寺 彌勒佛像)은 대한민국 전북특별자치도 고창군 용화사 미륵전에 있는 조선시대의 불상이다. 2002년 11월 15일 전라북도의 문화재자료 제183호로 지정되었다.

## 개요
미륵전에 본존으로 안치되어 있는 불상으로서 무릎 이하 아래부분이 땅 속에 묻혀있어 전체높이는 알 수 없지만 현 높이는 약 185㎝ 정도이다.
불상은 두툼한 돌을 이용하여 뒷부분은 원형 그대로 다듬지 않고 두었으며 앞 부분은 조각을 기하였지만 전체적으로 평면적인 느낌을 준다. 그러나 측면에서 보면 상당한 중량감이 느껴지는 불상이다.
머리에는 지붕돌 모양의 커다란 보관(寶冠)을 쓰고 있는데 윗부분을 구슬 모양으로 처리하였다. 정수리에 있는 상투 모양의 육계는 분명치 않지만 그 부분이 높게 솟아 보관을 받고 있다. 전체적으로 길쭉한 얼굴에 유난히 큰 귀가 눈에 띠며 얼굴은 마모가 심하여 잘 알아볼 수는 없다. 하지만 눈 부분은 움푹 들어가게 하여 상대적으로 눈동자가 튀어나와 보이며, 약간 벌어진 입은 아주 작으면서도 해학적으로 표현되었다. 가슴 부근에는 두 손을 두드러지게 표현하기 위하여 팔 안 부분을 의도적으로 갈아낸 흔적이 있으나 후대에 보수한 것으로도 볼 수 있다.
현재 불신은 허리 아래부분에서 두 동강이가 나 시멘트로 붙여놓은 상태이지만 그 아래로 무릎과 발 부분이 더 있었을 것으로 추정된다.
전체적으로 얼굴이 크고 신체표현이 빈약한 거불(巨佛)의 전통을 따르고 있다. 하부가 매몰되어 알 수는 없지만 괴체적인 신체표현과 생략화된 세부표현, 지붕돌 모양의 보관 등에서 고려시대 이후 거불의 전통을 계승한 조선후기의 석불로 생각된다. 친근감이 있고 해학적인 독특한 석불의 표현과 민간신앙이나 무속신앙과 불교신앙과의 습합(習合)을 이루어 가는 단면을 살필 수 있는 자료로 평가된다.

## 참고 자료
- 용화사미륵불상 - 국가유산청 국가유산포털